# Товмачанська волость
Товмачанська волость — історична адміністративно-територіальна одиниця Звенигородського повіту Київської губернії з центром у селі Товмач.
Станом на 1886 рік складалася з 15 поселень, 7 сільських громад. Населення — 6936 осіб (3436 чоловічої статі та 3500 — жіночої), 1221 дворове господарство.
|                     | Площа, десятин | У тому числі орної, дес. |
| ------------------- | -------------- | ------------------------ |
| Сільських громад    | 5283           | 4616                     |
| Приватної власності | 5577           | 3864                     |
| Іншої власності     | 376            | 284                      |
| Загалом             | 11236          | 8764                     |

Основні поселення волості:
- Товмач — колишнє власницьке село, 1020 осіб, 215 дворів, православна церква, школа, постоялий будинок, 3 водяних і 9 вітряних млинів.
- Антонівка — колишнє власницьке село при річці Гнилий Тікич, 600 осіб, 111 дворів, православна церква, школа, водяний і 5 вітряних  млини, винокурний завод.
- Водяна — колишнє власницьке село, 1020 осіб, 180 дворів, православна церква, школа, 2 постоялих будинки, 2 вітряних млини.
- Кавунівка — колишнє власницьке село при річці Гнилий Тікич, 489 осіб, 91 двір, православна церква, школа, постоялий будинок, 2 водяних і 2 вітряних млини.
- Кримки — колишнє власницьке село, 550 осіб, 185 дворів, православна церква, школа, 2 постоялих будинки, лавка, 5 вітряних млинів, винокурний завод.
- Скотареве — колишнє власницьке село, 621 особа, 106 дворів, православна церква, школа, постоялий будинок, 4 вітряних млини.
- Соболівка — колишнє власницьке село, 1508 осіб, 325 дворів, православна церква, школа, 2 постоялих будинки, 22 вітряних млини.

Наприкінці ХІХ ст. волость було ліквідовано, поселення увійшли до складу Мокрокалигірської (Антонівка, Кавунівка, Соболівка, Товмач), Стецівської (Скотареве) та Шполянської (Водяна, Кримки) волостей.